# Chimbo (cantão)
Chimbo é um cantão do Equador localizado na província de Bolívar.
A capital do cantão é a cidade de Chimbo.